# 高橋洋丞
高橋 洋丞（たかはし ようすけ、1991年8月6日 - ）は、日本の元ラグビー選手。

## プロフィール
- 埼玉県出身[1]。
- ポジションはプロップ(PR)。
- 身長 180cm、体重 102kg
- U20日本代表に選ばれたことがある[2]。

## 略歴
2010年、正智深谷高校卒業後、大東文化大学に入学する。
2013年、大東文化大学ラグビー部の主将に就任した。
2014年、大東文化大学卒業後、トヨタ自動車ヴェルブリッツ(現・トヨタヴェルブリッツ)に加入。同年8月24日に行われたジャパンラグビートップリーグ第1節のキヤノンイーグルス戦に先発出場で公式戦初出場を果たす。
2016年、スーパーラグビーのチーターズに加入。
2022年、現役を引退した。